# Océane (film)
Pour les articles homonymes, voir Océane.
Pour plus de détails, voir Fiche technique et Distribution.
Océane est une comédie française réalisée par Philippe Appietto et Nathalie Sauvegrain et sortie en 2013.

## Synopsis
Océane se fait larguer sur une aire d’autoroute. Elle tombe sur Oliboy, musicien underground de 20 ans son aîné, en route pour une tournée de concerts sur les plages de l’Atlantique. Elle embarque dans sa vieille Volvo jusqu’à sa destination : le camping du Pin Sec, un lieu alternatif où l’on vit au rythme du rock et des vagues. Alors qu’Océane cherche à résoudre son histoire personnelle, Oliboy lui fait partager une certaine philosophie de la vie, entre humour décalé et concerts improbables.

## Fiche technique
- Titre : Océane
- Réalisation : Philippe Appietto et Nathalie Sauvegrain
- Scénario : Philippe Appietto et Nathalie Sauvegrain
- Assistant Réalisation : Cédric Dosne
- Scripte : Soizic Poence
- Photographie : Antoine Sanier
- Son : Olivier Borde
- Montage : Francis Vesin
- Mixage Son : Vianney Aube
- Décors : Johanne Carpentier
- Accessoires : Eugénie Manjoya
- Producteur : Bernard Tanguy, Claire Beffa et Marie Savare de Laitre
- Production : Ciné+, Rézina Productions et Jimmy
  - Coproduction : La Clairière Productions, Maje Productions, Garance Capital, Et alors Productions, LGDS, Papaye, Lita Films et Capson
- Distribution : Premium Films
- Pays :  France
- Durée : 105 minutes
- Genre : comédie
- Dates de sortie : 
  -  France : 11 septembre 2013

## Distribution
- Lou Lesage : Océane
- Olivier Clastre : Oliboy
- Diana Laszlo : Katia
- Kevyn Diana : Yann
- Théo Costa-Marini : Romain
- Phillip Schurer : Le GI
- Stéphane Maury : Dove
- Mélanie Török : Lulu
- Fary Brito : Alex
- Sophie Verbeeck : Marie, la sœur de Romain